# جون فونتین
جون فونتِین (به انگلیسی: Joan Fontaine) با نام تولد جون دی بووار دی هاویلند (به انگلیسی: Joan de Beauvoir de Havilland؛ ۲۲ اکتبر ۱۹۱۷ – ۱۵ دسامبر ۲۰۱۳) بازیگر بریتانیایی-آمریکایی سینمای هالیوود و بازیگر فیلمهای معروفی چون ربه‌کا و جین ایر بود.

## زندگی‌نامه
جون فونتین در روز ۲۲ اکتبر ۱۹۱۷ در توکیوی ژاپن از پدر و مادری بریتانیایی زاده شد و سال‌ها بعد به همراه خواهر بزرگترش اولیویا دی هاویلند به آمریکا رفت تا به اصرار مادرشان به دنیای بازیگری بپیوندند.
اولیویا دی هاویلند که با نقش ملانی در فیلم بربادرفته در خاطره‌ها مانده همیشه با خواهرش جوآن اختلاف داشت و رابطه این دو خواهر از سوژه‌های همیشگی هالیوود بود. فونتین در زندگی‌نامه خود، اختلافات خود را با خواهرش دی هاویلند توضیح داده‌است. اوج دوران بازیگری جوآن فونتین دهه ۴۰ و ۵۰ میلادی او بود.

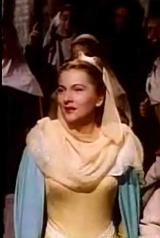
آیوانهو

فونتین در اوایل دهه ۱۹۴۰ با نقش‌آفرینی‌های به‌یادماندنی در دو فیلم آلفرد هیچکاک، «سوءظن» (۱۹۴۱) که به خاطر آن برنده اسکار شد و «ربکا» (۱۹۴۰) که اولین نامزدی اسکار را برایش به همراه داشت، جایگاه یک ستاره را پیدا کرد. او برای بازی در فیلم «دختر وفادار» (۱۹۴۳) برای سومین بار نامزد اسکار شد. حضور در نقش قهرمان فیلم «جین ایر» (۱۹۴۴) در مقابل اورسن ولز، بازی در تریلر رمانتیک «ماجرای سپتامبر» (۱۹۵۰) روبروی جوزف کاتن، بازی در فیلم تاریخی «آیوانهو» (۱۹۵۲) با رابرت تیلور و حضور در نقش زنی اشرافی در فیلم «جزیره‌ای در خورشید» (۱۹۵۷) مقابل هری بلافونته، از دیگر فعالیت‌های سینمایی درخور توجه فونتین است.
او در تلویزیون هم حضوری فعال داشت و در ۱۹۸۰ برای بازی در سریال «امید رایان» نامزد جایزه امی شد. فونتین در ۱۹۸۲ رئیس داوران جشنواره فیلم برلین بود. فونتین در ۱۹۷۸ کتاب زندگی‌نامه خود را با عنوان «No Bed of Roses» منتشر کرد که در آن به تفصیل دربارهٔ اختلافاتش با دی هاویلند توضیح داده‌است. او در زندگی شخصی یک خلبان دارای مجوز، یک طراح دکور ماهر و آشپزی توانا بود. او چهار بار ازدواج کرد و طلاق گرفت.
جون فونتین تا دهه هشتاد میلادی به بازی در فیلم و سریال‌های تلویزیونی ادامه داد.
فونتین به دلایل طبیعی روز یکشنبه ۱۵ دسامبر ۲۰۱۳ در سن ۹۶ سالگی در منزل خود در کارمل در کالیفرنیا درگذشت.
خواهر وی اولیویا دی هاویلند نیز در ۲۵ ژوئیه ۲۰۲۰ در سن ۱۰۴ سالگی در پاریس درگذشت.

## جوایز و افتخارات
او در سال ۱۹۴۰ با بازی در فیلم ربه‌کا، ساختهٔ آلفرد هیچکاک، در هالیوود نامزد اسکار شد و سال ۱۹۴۱ با فیلم سوءظن، ساختهٔ همین کارگردان، اسکار بهترین بازیگر زن را به دست آورد. رقیب او برای این جایزه خواهرش اولیویا دی هاویلند برای بازی در فیلم نگذار سپیده بدمد بود.
- نامزد دریافت جایزه اسکار بهترین بازیگر نقش اول زن برای فیلم ربکا
- برندهٔ جایزه اسکار بهترین بازیگر نقش اول زن برای فیلم سوءظن
- نامزد دریافت جایزهٔ منتقدین نیویورک برای فیلم سوءظن
- نامزد دریافت جایزه اسکار بهترین بازیگر نقش اول زن برای فیلم زیبای باوفا

## فیلمشناسی

### سینمایی

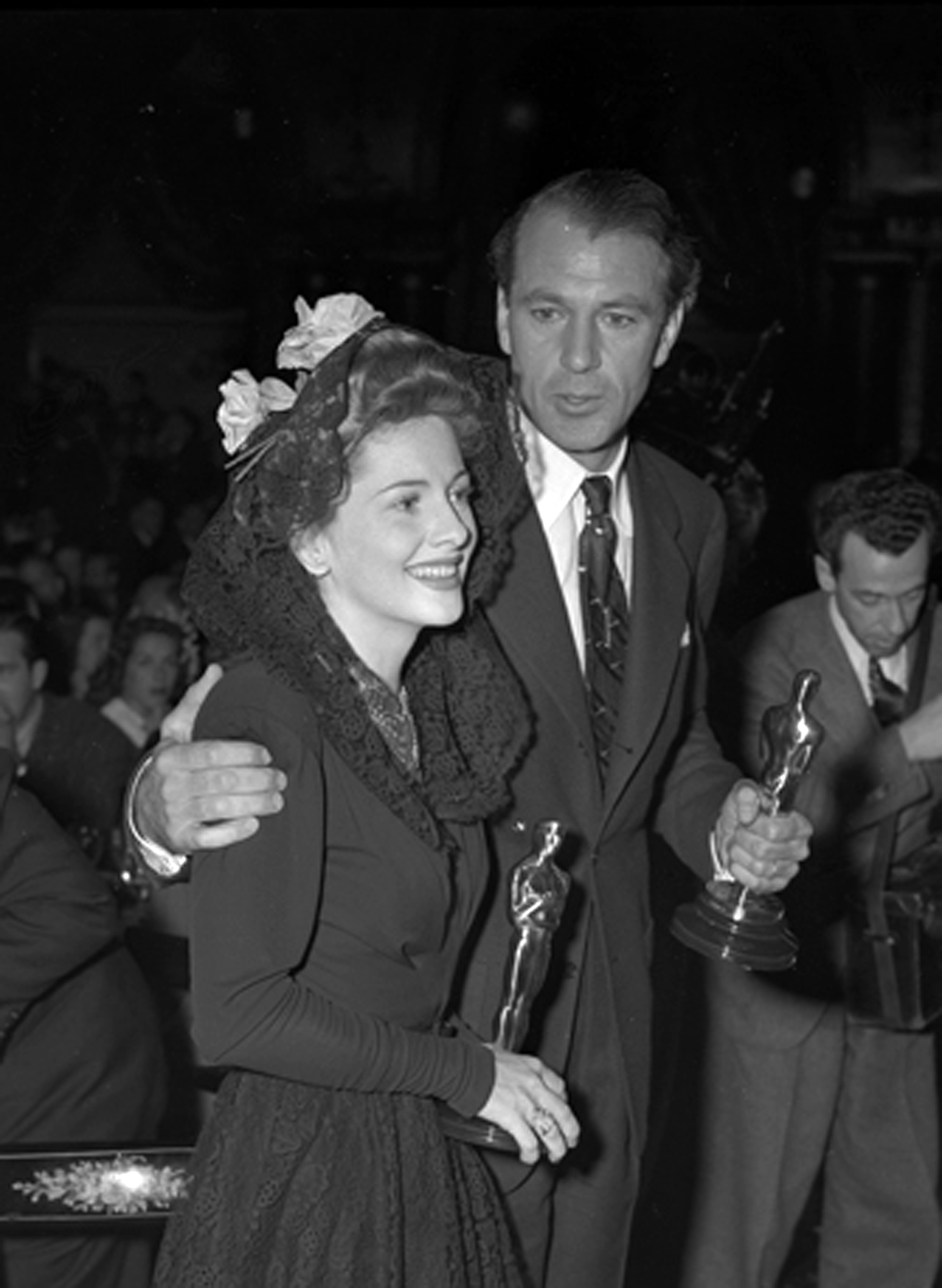
هنگام دریافت جایزه اسکار به همراه گری کوپر

| سال     | نام فیلم                          | هم بازی                        |
| ------- | --------------------------------- | ------------------------------ |
| ۱۹۳۵    |                                   |                                |
| ۱۹۳۷    | میلیون به یک                      |                                |
| ۱۹۳۷    | خیابان کیفیت                      |                                |
| ۱۹۳۷    | مردی که خودش را یافت              |                                |
| ۱۹۳۷    | تو نمی‌توانی عشق را سرکوب کنی      |                                |
| ۱۹۳۷    | موسیقی برای مادام                 |                                |
| ۱۹۳۷    | دوشیزه در اندوه                   |                                |
| ۱۹۳۸    | شبی خارج از خانه برای خانم جوآن   |                                |
| ۱۹۳۸    | تقلب مرد بلوند                    |                                |
| ۱۹۳۸    | آسمان غول پیکر                    |                                |
| ۱۹۳۸    | دوک نقطه غربی                     |                                |
| ۱۹۳۹    | گونگا دین                         |                                |
| ۱۹۳۹    | مرد پیروز                         |                                |
| ۱۹۳۹    | زنان                              |                                |
| ۱۹۴۰    | ربه‌کا                             | سر لارنس اولیویه(نامزد اسکار)  |
| ۱۹۴۱    | سوءظن                             | با بازی کری گرانت(برنده اسکار) |
|         | این بالاتر از همه                 |                                |
| ۱۹۴۳    | دختر وفادار زن زیبای استوار       | (نامزد اسکار)                  |
| ۱۹۴۳    | جین ایر                           | اورسن ولز                      |
| ۱۹۴۴    | نهر مرد فرانسوی                   |                                |
| ۱۹۴۵    | کارهای سوزان                      |                                |
| ۱۹۴۶    | از این روز به بعد                 |                                |
| ۱۹۴۷    | هدرا                              |                                |
| ۱۹۴۸    | نامه‌ای از زنی ناشناس              |                                |
| ۱۹۴۸    | امپراتور والس                     |                                |
| ۱۹۴۸    | تو باید شاد بمانی                 |                                |
| ۱۹۴۸    | خون را با بوسه از روی دستانم بگیر |                                |
| ۱۹۵۰    | ماجرای سپتامبرکار سپتامبر         | جوزف کاتن                      |
| ۱۹۵۰    | زاده شده برای بد بودن             |                                |
| ۱۹۵۱    | عزیزم چگونه توانستی               |                                |
| ۱۹۵۲    |                                   |                                |
| اتللو   |                                   |                                |
| آیوانهو | رابرت تیلور                       |                                |
| ۱۹۵۳    | شب‌های دکامرون                     |                                |
| ۱۹۵۳    | پرواز به طنجه                     |                                |
| ۱۹۵۳    | دوهمسری                           |                                |
| ۱۹۵۴    | شب بزرگ کازانووا                  |                                |
| ۱۹۵۶    | موسیقی شبانه                      |                                |
| ۱۹۵۶    | آنسوی یک تردید و شک معقول         |                                |
| ۱۹۵۷    | جزیره‌ای در خورشید                 | هری بلافونته                   |
| ۱۹۵۷    | تا وقتی کشتی راه بیفتد            |                                |
| ۱۹۵۸    | نوعی لبخند                        |                                |
| ۱۹۶۱    | سفر به قعر دریا                   |                                |
| ۱۹۶۲    | شب لطیف است                       |                                |
| ۱۹۶۶    | جادوگران                          |                                |

### تلویزیونی
| سال | نام فیلم         |
| --- | ---------------- |
|     | عمارت بزرگ تاریک |
|     | استفاده‌کننده‌ها   |

- تو نمی‌توانی دوباره به خانه بروی
- آنابل مسافرت می‌کند
- چیزی که به خاطرش زندگی کنیم
- غریبه‌ای در شب
- اقیانوس آرام جنوبی
- به غروب آفتاب نگاه کن
- خود شیطان